# タタールスタンの国旗
本稿ではタタールスタンの国旗について解説する。タタールスタン共和国の国旗は、1992年に採用された。

## 歴史
1992年11月29日、タタール自治ソビエト社会主義共和国最高評議会は現在の国旗を採用した。デザインはT.G.ハジメフアトフによる。
タタールスタンの国旗は、多数派のタタール人と少数派のロシア人を表している。
- 赤い帯はタタール人の幸福への戦い、勇気、勇気を象徴している。
- 白い帯は、タタール人とロシア人の間の平和、和合、誠実な未来を象徴している。
- 緑の帯は、希望、自由、富、イスラムとの連帯を象徴している。

全タタール公共センター（英語: All-Tatar Public Center）などのタタール人民族主義者は、赤と緑で斜めに分けられ、中央に白い星と三日月が描かれた別の旗を使用している。

## 過去の旗

ジョチ・ウルス (14世紀)
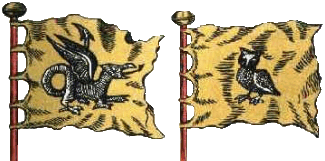
カザン・ハン国
カザン・ハン国
イデル＝ウラル国 (1918年)
タタール自治ソビエト社会主義共和国（1926年 - 1937年）
タタール自治ソビエト社会主義共和国 (1937年 - 1939年)
タタール自治ソビエト社会主義共和国 (1939年 - 1954年)
タタール自治ソビエト社会主義共和国 (1954年 - 1978年)
タタール自治ソビエト社会主義共和国 (1978年 – 1991年)
タタール人民族主義者の旗